# Leonardo de Noblac
Leonardo de Noblac (ou de Noblat), nascido no século V, ao tempo do reinado do imperador bizantino Anastácio I Dicoro (r. 491–518), na região da Gália, situada ao norte de Loire, foi um nobre franco, afilhado do rei Clóvis (r. 481–511), convertido ao Cristianismo, juntamente com o rei, no Natal de 496. 
Por ser descendente da antiga linhagem dos reis francos estava destinado a ocupar um alto posto junto dos nobres guerreiros, mas recusou-o e consagrou a sua vida ao serviço de Deus.
São Remígio deu-lhe a tonsura eclesiástica e foi ordenado diácono pelo bispo de Orleans, sob proposta de São Maximino. Foi-lhe oferecida pelo rei a dignidade episcopal, mas Leonardo recusou e pediu-lhe que lhe concedesse autorização para visitar os presos do reino e libertar quantos quisesse. Mercê que lhe foi concedida.
Depois de converter e libertar os presos do norte tomou o caminho do sul. Ao chegar ao Limosino foi detido pelo exército do rei da Aquitânia, que lhe falou da rainha que se encontrava em trabalhos de parto havia cinco dias. Logo que Leonardo orou, ela pôs o prisioneiro que retinha no seu seio em liberdade. Como recompensa foram-lhe dados terrenos na Floresta de Pauvan, onde foi construída uma capela, dedicada a Nossa Senhora, e mais tarde um mosteiro a que Leonardo deu o nome de Noblac. Curiosamente, a cidade que se foi gradualmente formando ao seu redor herdou também o seu nome, Saint-Léonard-de-Noblat na Haute-Vienne, e é actualmente Património Mundial da UNESCO, atravessada também por um dos muitos caminhos de Santiago.
Morreu a 6 de Novembro, em Noblac. Hoje continua a ser patrono dos presos e das parturientes.
O único templo dedicado a este santo, em Portugal, encontra-se em Atouguia da Baleia. No Trentino Alto-Ádige, em Mattarello, existe também a Parrochia de San Leonardo, dedicada a este Santo.
http://www.parrocchiamattarello.it/